# Lichenaula tuberculata
Lichenaula tuberculata là một loài bướm đêm thuộc họ Oecophoridae. Nó là loài đặc hữu của Úc, more specifically the Lãnh thổ Thủ đô Úc và New South Wales.
Ấu trùng ăn Crowea saligna.

## Hình ảnh

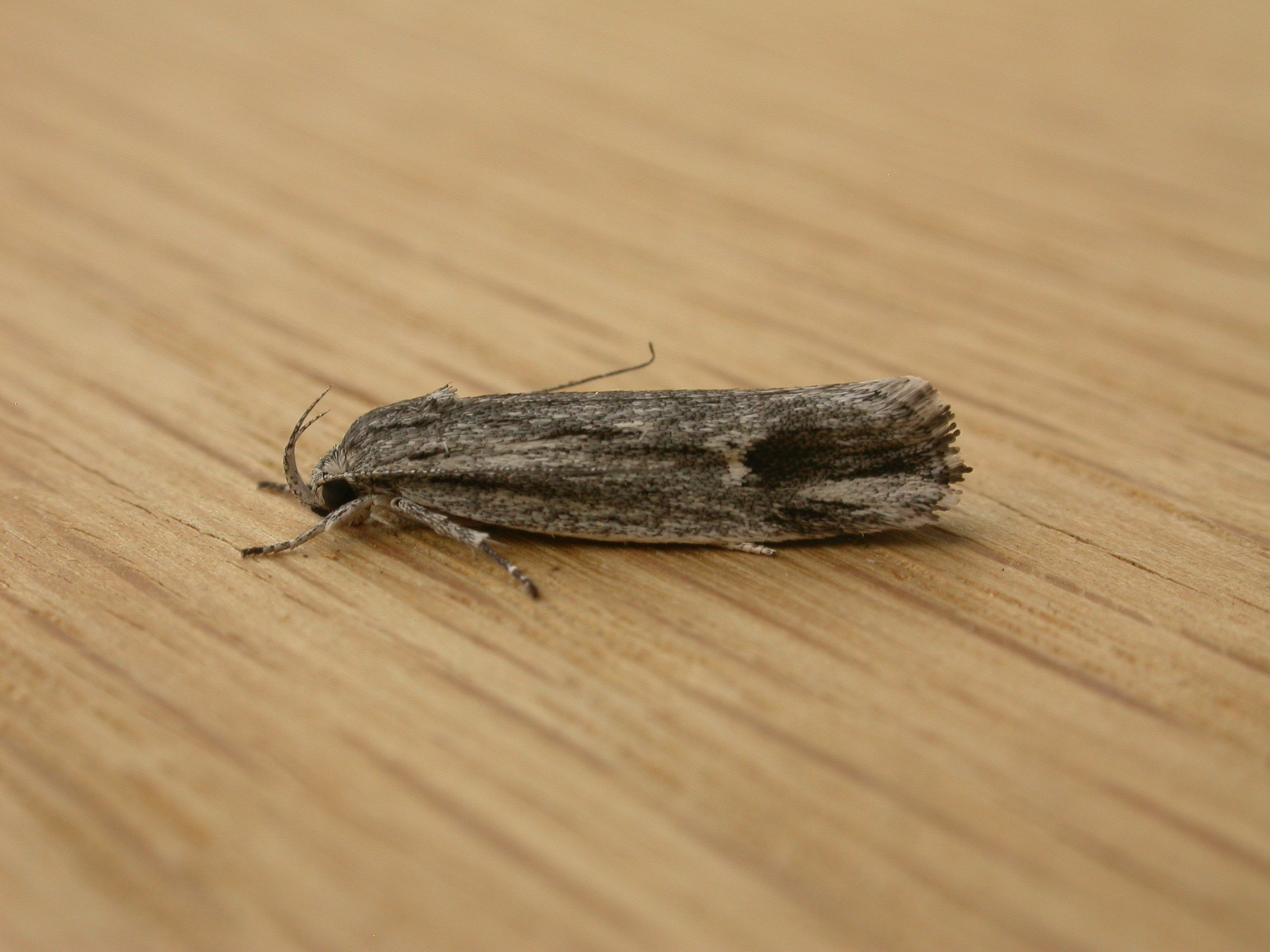
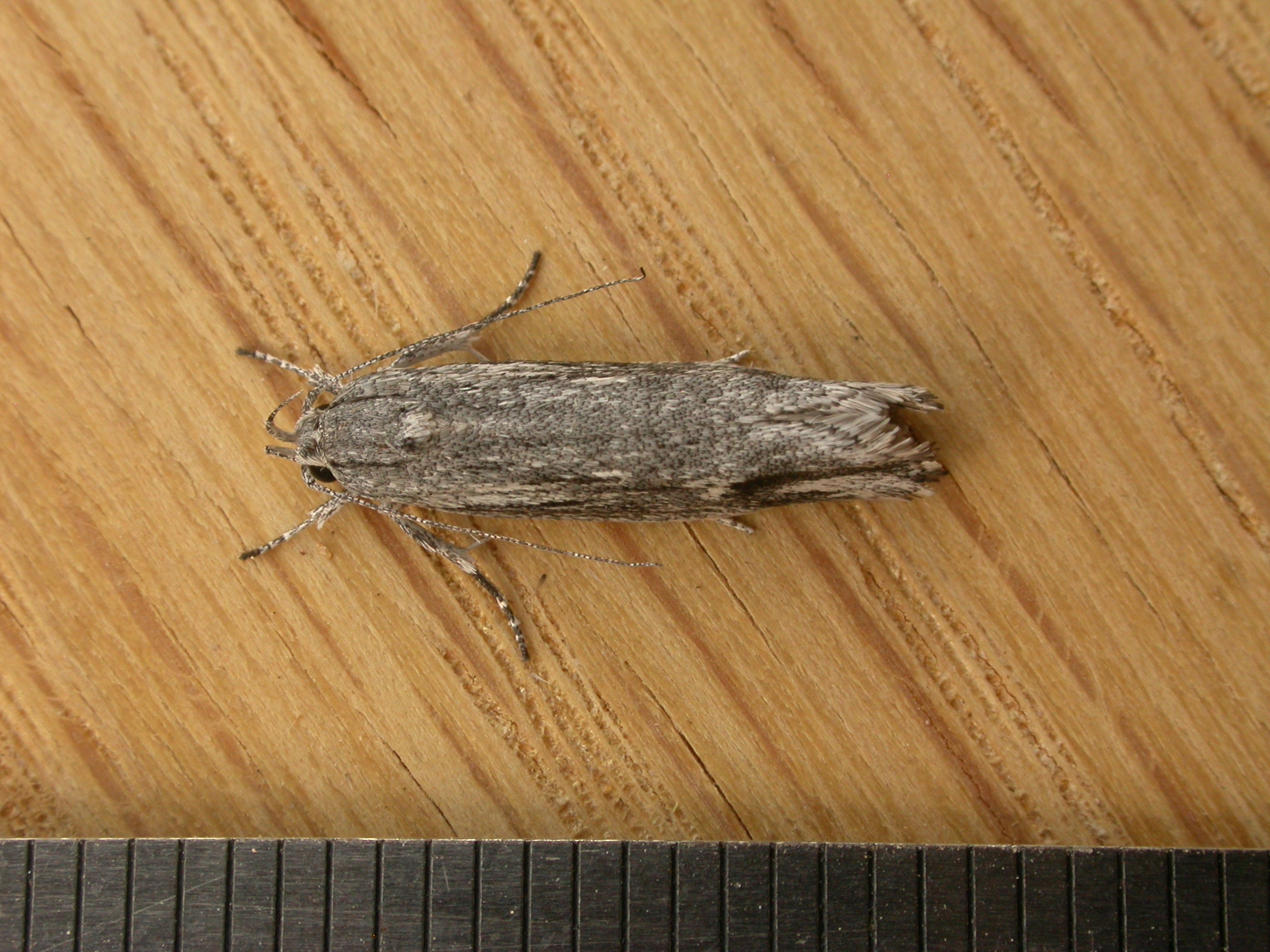
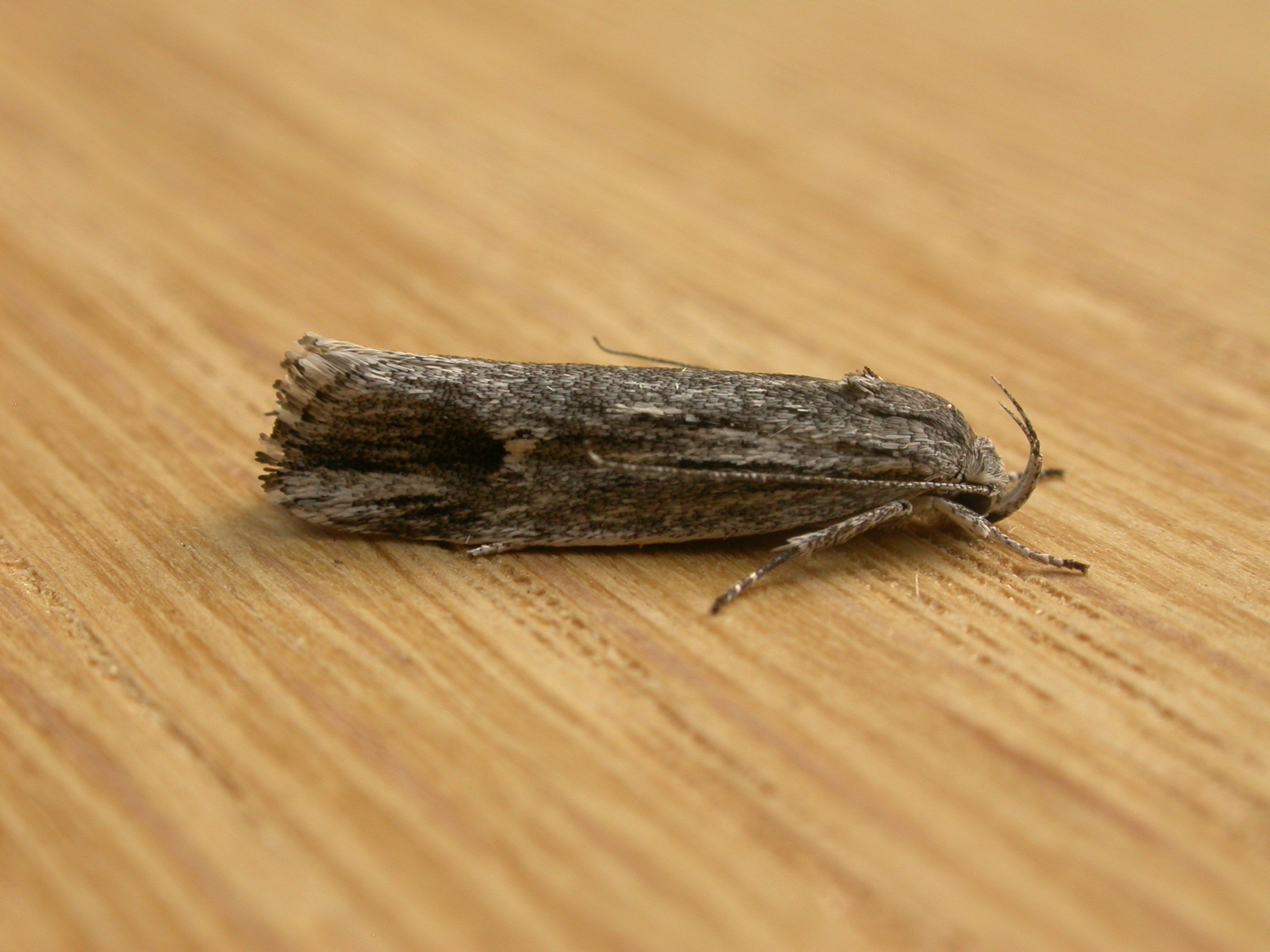